# Paddy Sloan
Joshua Walter Sloan, detto Paddy (Lurgan, 30 aprile 1920 – Melbourne, 26 gennaio 1993), è stato un calciatore e allenatore di calcio irlandese, di ruolo centrocampista.
La sua carriera l'ha portato a girare il mondo. Ha giocato in Irlanda del Nord, Inghilterra, Italia, Malta e in Australia, vestendo tra l'altro le maglie di Manchester Utd, Arsenal e Milan. Ha rappresentato le nazionali dell'Irlanda del Nord e della Repubblica d'Irlanda. Sloan fu il primo irlandese, seguito da Liam Brady e Robbie Keane, a giocare nella massima serie italiana.

## Carriera

### Giocatore

#### Manchester United
Giocò inizialmente per la rappresentativa locale del Lurgan; firmò poi un contratto con il Manchester Utd nel settembre 1937. Non riuscì a imporsi in prima squadra e il 24 maggio del 1939, all'età di 19 anni, passò al Tranmere Rovers per 500 sterline. Durante la seconda guerra mondiale Sloan tornò allo United come giocatore ospite. Fra il 1943 e il 1945 fece tre presenze e segnò un gol nel campionato di guerra. Nel maggio 1945 giocò tutti e due i match di Coppa di Lega con lo United, contro il Bolton Wanderers. Il Manchester perse la finale 3-2 (risultato aggregato).

#### Seconda guerra mondiale
Dopo aver firmato per il Tranmere Rovers, Sloan fece il suo debutto contro il Rotherham United il 26 agosto 1939. Poco dopo scoppiò la seconda guerra mondiale e Sloan entrò nella RAF. Fu successivamente inviato in Canada, dove diventò sergente-pilota. Durante la guerra rimase un giocatore del Tranmere e fece 22 presenze nel campionato di guerra, segnando 15 reti.
Tuttavia, l'impegno di Sloan con la RAF gli permise di compiere soltanto apparizioni sporadiche con varie squadre. Raccolse una presenza con il Millwall durante la stagione 1942-43 prima di giocare con il Manchester Utd. La stagione 1944-45 lo vide fare 11 presenze e 6 gol per il Fulham. Durante la stessa stagione giocò regolarmente anche per il Bath City e i suoi 18 gol aiutarono la squadra a vincere la League West Cup nel 1945. Nella stagione 1945-46, fece 6 presenze e segnò 4 gol per il Brentford

#### Arsenal
Alla fine della seconda guerra mondiale, il Tranmere Rovers si aspettava il ritorno di Sloan. Tuttavia, le presenze con le altre squadre durante il periodo di guerra avevano attirato l'attenzione di numerosi club, fra cui il Manchester Utd, la sua vecchia squadra, e l'Arsenal. Sloan lasciò il Tranmere e, nel maggio 1946, firmò per i gunners. Fece il suo debutto con l'Arsenal il 31 agosto nella sconfitta 6-1 contro il Wolverhampton Wanderers. Durante la stagione successiva, fece 27 presenze e segnò un gol, ponendosi in pianta stabile nella squadra titolare. Apparve anche in tre match di FA Cup. Tuttavia, nella stagione successiva, la 1947-48, Sloan perse il posto per Archie Maculay e collezionò soltanto tre presenze in campionato. Giocò la sua ultima partita per l'Arsenal contro il Portsmouth il 4 ottobre 1947. Nel febbraio 1948, Sloan lasciò l'Arsenal e firmò per lo Sheffield United.

#### Italia
Dopo un breve periodo di permanenza allo Sheffield United, Sloan passò al Milan per la stagione 1948-1949, e diventò il primo irlandese a giocare in serie A. Giocando in una squadra che annoverava fra gli altri Gunnar Nordahl e Albert Guðmundsson, Sloan andò in rete 9 volte in 30 presenze durante la stagione. La prima rete fu segnata il 24 ottobre 1948, quando segnò il 3-1 nella vittoria contro la Triestina. Il 5 giugno 1949, nella giornata conclusiva della stagione, segnò una doppietta nella vittoria per 3-2 contro la Sampdoria. I suoi gol aiutarono il Milan a finire la stagione al terzo posto dietro al Torino e all'Inter. Durante la stagione seguente, giocò per Udinese e Brescia, due campionati di Serie B, prima di tornare in Inghilterra e firmare per il Norwich City nel dicembre 1951.

### Allenatore
Sloan continuò a giocare nella metà degli anni '50 per, fra le altre, il Peterborough United prima di passare al Rabat Ajax come allenatore giocatore nel 1954. Ebbe lo stesso ruolo anche al Lockheed Leamington e al Bath City prima di andare in Australia come allenatore del South Melbourne Hellas e poi del Brunswick Juventus. Nel 1964 vinse il titolo con il South Melbourne Hellas.

## Palmarès

### Giocatore
- League West Cup: 1

Bath City: 1945

### Allenatore
- Victorian Premier League: 1

South Melbourne Hellas: 1964
- Dockerty Cup: 1

Port Melbourne Slavia: 1967